# Drei gegen Drei
Drei gegen Drei ist eine deutsche Verwechslungskomödie mit der NDW-Band Trio aus dem Jahr 1985. Der Film war trotz der teilweise prominenten Besetzung und des ebenso prominenten Stabes ein finanzielles Desaster, was letztlich auch die Auflösung der Band Trio zur Folge hatte.

## Handlung
Drei Generäle des fiktiven südamerikanischen Zwergstaates San Chaco setzen sich nach Deutschland ab, um dort durch drei Doppelgänger ersetzt zu werden, die dann durch ein Attentat ums Leben kommen sollen. Die Doppelgänger sind normale Bürger: ein permanent verliebter Träumer (Behrens), ein Mathematikprofessor (Remmler) und ein Warenterminhändler (Krawinkel). Die echten Generäle wollen sich unerkannt mit 300 Millionen Dollar aus der Staatskasse San Chacos in die Schweiz absetzen.
Die Doppelgänger sollen durch eine Gehirnwäsche in einer Nervenklinik gefügig gemacht werden, werden aber bei einem Fluchtversuch mit den gerade vom Flughafen kommenden, echten Generälen verwechselt. Während nun an ihrer Stelle die Generäle die Gehirnwäsche empfangen, erkennen die drei Geflüchteten die Vertreter der Schweizer Bank und versuchen zunächst vergeblich, an das Geld zu kommen.
Die Generäle, die in Unkenntnis ihrer Echtheit dem Attentat ausgesetzt werden, überleben dieses aber und versuchen nun ihre Doppelgänger zu töten. Diese verkünden inzwischen per Liveübertragung das Ende der Militärjunta, verschaffen sich Zugriff auf die 300 Millionen Dollar und setzen sich in die Schweiz ab, während die Generäle in einer Schießerei zwischen dem Attentäter und Sicherheitskräften getötet werden.

## Produktion
Gedreht wurde die 5-Millionen-DM-Produktion von Ende März bis zum 28. Juni 1985 in Berlin. Die drei Generäle und ihre jeweiligen Doppelgänger werden von Trio gespielt. Remmler, Krawinkel und Behrens erhielten zwar keinen Schauspielunterricht, wurden aber in die Grundlagen der Filmproduktion eingewiesen. Einzig Behrens konnte auf seine Kenntnisse zurückgreifen, die er Ende der 1970er Jahre in der Mailänder Clownschule gewonnen hatte.

## Drehorte

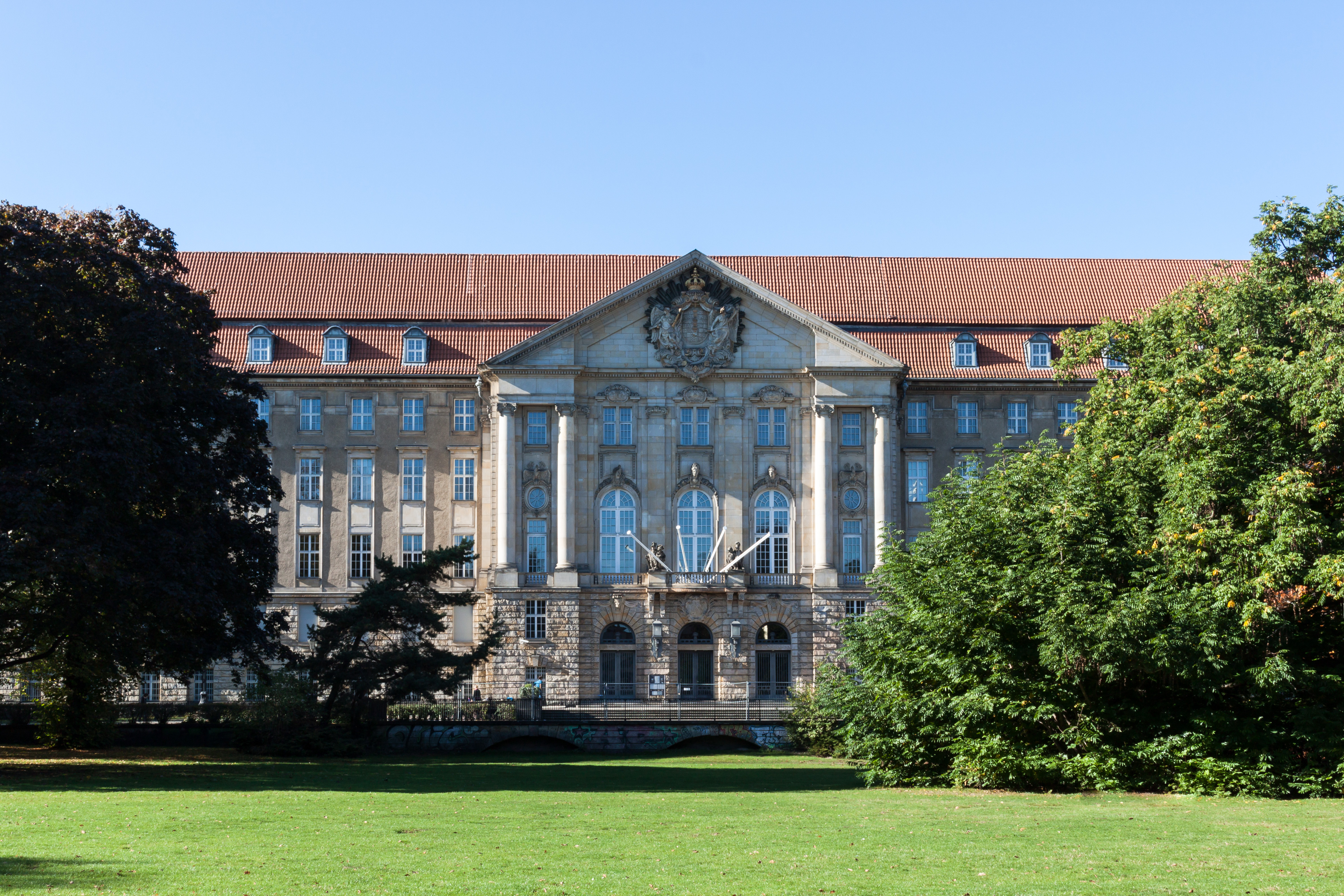
Das Kammergericht Berlin diente als Kulisse für die fiktive Botschaft von San Chaco

Der Film wurde durchgehend – bis auf die Innenaufnahmen im Panzer – in Berlin gedreht. 
- Die Einführungsszene von Peter Behrens entstand in Berlin-Schöneberg an der Helm- Ecke Crellestraße.
- Stephan Remmlers Einführungsszene wurde auf einer Nottreppe sowie hinter dem Gebäude der Technischen Universität Berlin – hier am Institut für Mathematik – gedreht.
- Kralles erste Szenen entstanden im Gebäude des Internationalen Congresszentrums (ICC) in Berlin.
- Die Innenaufnahmen der Klinik des Professor Holl wurden teils in einem Studio, teils auf einer Station des Krankenhauses Neukölln gedreht. Auf derselben Station wurden auch Szenen für den Film Killing Blue gedreht, an dem Kralle Krawinkel zwei Jahre später mitwirkte.
- Die actiongeladene Verfolgungsjagd aus der Klinik des Professor Holl entstand am Kronprinzessinnenweg in Berlin-Grunewald. Die Kulisse des Stahltores wurde dort kurz vor dem Abzweig zum Sprengplatz Grunewald aufgebaut.
- Die Szenen der Landung der Generäle wurde auf dem ehemaligen Flugplatz Gatow gedreht, dort vor Hangar 3.
- Als Kulisse eines Truppenübungsplatzes diente der ehemalige Truppenübungsplatz „Sandgrube“ im Grunewald nahe dem Teufelsberg. Bei dem Teich, in dem Frau Pelikan letztlich landet, handelt es sich um den Teufelssee.
- Die Verwechslung der Generäle mit Stephan, Peter und Kralle entstand in Berlin-Wannsee, an der König- Ecke Friedensstraße.
- Weite Teile des Films wurden im Gebäude des Hotel InterContinental Berlin gedreht.
- Das Gebäude des Verfassungsgerichtshof Berlin, in dem auch das Kammergericht Berlin untergebracht ist, diente als Kulisse der Botschaft von San Chaco. Sowohl Innen- als auch die Außenaufnahmen entstanden dort.
- Die Schlussszene, die die Skyline von Berlin zeigt, wurde vom Gipfel des Kreuzberg aus gefilmt.

## Kritik
Der Film erhielt durchweg schlechte Kritiken. Bemängelt wurden ein schlechtes Drehbuch und mangelnde schauspielerische Qualitäten der Protagonisten. Der Spiegel resümierte in seiner mit „Rohrkrepierer“ betitelten Filmbesprechung 1985:

„Für ihre peinliche Vorstellung als Blödel-Junta und die Vermessenheit, ohne irgendwelche Kinokomiker-Qualitäten in einem weiteren Medium absahnen zu wollen, müßten sie eigentlich damit bestraft werden, sich ihr Werk anzusehen. Dreimal täglich.“

Die Ende 2012 erschienene DVD und BluRay des Films wurde ebenso verrissen. Sven Kabelitz vom deutschen Musikportal Laut.de schreibt:

„Den drei Hauptdarstellern schwebte eine böse Politsatire im Stil von ‚Dr. Seltsam, oder wie ich lernte, die Bombe zu lieben‘ oder ‚Catch 22‘ vor. Das Resultat erinnert mehr an deutschen billigen Klamauk der Marke ‚Piratensender Powerplay‘, ‚Sunshine Reggae auf Ibiza‘ oder dem Dieter Thomas Kuhn-Werk ‚Der Trip – Die nackte Gitarre 0,5‘. Stephan Remmler ist nun mal nicht Peter Sellers, Dominik Graf nicht Stanley Kubrick und Ralf Wolter ganz sicher nicht James Earl Jones.“

„Hektische Komödie im ‚Anarcho-Stil‘, ohne Zwischentöne und eigenes Profil inszeniert.“